# Wilhelm Ferdinand Erichson
Wilhelm Ferdinand Erichson (Stralsund, 26 november 1809 - Berlijn, 18 december 1848) is een Duits entomoloog.
Hij is auteur van talrijke artikelen over insecten, overwegend in het tijdschrift Archiv für Naturgeschichte. Zijn uitgebreid werk Naturgeschichte der Insekten Deutschlands werd na zijn dood voortgezet door Hermann Rudolf Schaum, Ernst Gustav Kraatz en Ernst August Hellmuth von Kiesenwetter.

## Werken
- Genera Dyticorum. Berlin (1832)
- Die Käfer der Mark Brandenburg. Bd. 1 Berlin (1837–1839)
- Genera et species Staphylinorum insectorum 2 Tle. Berlin (1839–1840)
- Entomographien. Heft 1. Berlin (1840)
- Bericht über die wissenschaftlichen Leistungen auf dem Gebiete der Entomologie. Berlin (1838 ff.)
- Naturgeschichte der Insekten Deutschlands. Berlin (1845–1848)

- Bibsys: 2043625
- Gemeinsame Normdatei: 116538635
- International Standard Name Identifier: 0000 0001 0957 325X
- Library of Congress Control Number: no2015101371
- Nationale bibliotheek van Australië: 41047472
- Nationale Bibliotheek van Israël: 987007401034305171
- Nederlandse Thesaurus van Auteursnamen: 147636523
- Réseau des bibliothèques de Suisse occidentale: 02-A003220353
- Istituto Centrale per il Catalogo Unico: RMSV043098
- Système universitaire de documentation: 159748208
- Museum of New Zealand Te Papa Tongarewa: 65864
- Trove: 1451599
- Virtual International Authority File: 17976615
- WorldCat: E39PBJyGQyCtRJYgt6Q4hKpHG3